# Festival tuSeo
Le Festival tuSeo, créé en 2004 par Lauryathe Céphyse Bikouta, est un festival humoristique qui se déroule à Brazzaville en octobre durant 3 jours de chaque dernière semaine du mois,,,,,,.
TuSeo en langue Lari veut dire éclats de rire, souvent utilisé pour designer une femme joviale et aussi pour dire rassemblons-nous ou réunissons-nous.

## Description
Ce rendez-vous annuel, qui a connu une périodicité biennale à un certain moment, accueille du monde de la francophonie en donnant l'espace à des professionnels humoristes de divers horizons et en permettant aux débutants de faire découvrir leurs talents. 
Cette rencontre donne aussi lieu à des ateliers de formations tenus souvent par l'initiatrice et la directrice du festival Lauryathe Bikouta, et devenue interculturelle, elle met également en vedette les artistes musiciens, plasticiens, danseurs et comédiens de théâtre, comme le témoigne la directrice.

## Résumé des éditions

### IreÉdition
La première édition du festival s'est tenu du 28 au 30 octobre 2004 à Brazzaville. 

### IIeÉdition
Elle s'est déroulée du 10 au 13 novembre 2005. 

### IIIeÉdition
Elle s'est organisée du 16 au 19 novembre 2006.

### IVeÉdition
Cette édition a connu un caractère un peu spécial en marquant une pause et s'est passée du 16 au 21 octobre 2007.

### VeÉdition
Après sa reprise, elle a eu lieu à Brazzaville et à Pointe-Noire du 22 au 27 octobre 2012 .

### VIeÉdition
La sixième édition est organisée en date du 23 au 27 juillet 2013 et voit la participation de Omar Defunzu (Gabon), Zacharie Théâtre (Congo), Basseek Fils (Cameroun), Ririclos (Congo), Les Tuma Haut Fondation (RDC), Didier Besongo (RDC), Zah Mathias (Congo), Sea Raphael (Mali), Samia Orosemane (France), Mak de Hardie (Congo) Masta Cool (Benin), Frédéric Gakpara (Togo), Major Assé (Cameroun), Titus Kosmas (Congo), Amine et Rachid (France), Kavla (Congo), Amy Flore (Congo), Saintrick (Sénégal).

### VIIeÉdition
Cette édition connait également un décalage du mois, elle s'est tenue du 18 au 23 novembre 2014.

### VIIIeÉdition
Quant à la huitième édition elle s'est déroulée du 29 au 31 octobre 2015 avec les humoristes comme Charlotte Ntamack (Cameroun), Manitou (Gabon), Mala Adamo, Kaboré l’intellectuel (Burkina-Faso/Côted’Ivoire), Abasse (Côte d’Ivoire),  Cheknito (Mali).

### IXeÉdition
La neuvième édition s'est passée du 27 au 29 octobre 2016.

### XeÉdition
La dixième édition s'est passée du 25 au 28 octobre 2017.

### XIeÉdition
La onzième édition reçoit les artistes tels que Fortuné Bateza, Cerveau Magique, Weilfar Kaya, Titus Kosmas, Juste Parfait, le duo Thalès et Boris (Congo), Yann Koko (Gabon), Abelle Bowala (RDC), Rosemary Omorogbe, Charlie Peter (Nigeria), Lajaguar Premier (Burkina-Faso), Thérèse N’Diaye (Guinée Conakry), Kartsym (Tchad), Henry David Cohen (France), Meddy Johnson (Maroc) et s'est passée du 25 au 27 octobre 2018.

### XIIeÉdition
La douzième édition s'est passée du 24 au 26 octobre 2019.

### XIIIeÉdition
Cette édition du 29 au 31 octobre 2020 en raison du Covid-19 s'est tenu en ligne.

### XVeÉdition
La quinzième édition va du 27 au 29 octobre 2022 à Brazzaville à l’Institut français du Congo, sous l'impulsion de l'Union des femmes artistes du Congo - UFAC, au cours de laquelle une formation est organisée en faveur des comédiens en vue d'un perfectionnement et le festival connait la participation de l’IFC, Royal air Maroc et TV5 monde comme partenaires et accueille les artistes venant de partout comme ATT Junior du Mali, Mister 100% du Burkina Faso, Chacha La Délireuse, Iro Le président de la Rue publique du Niger, Serge Chérubin, Martinez Mawanga de la RD Congo, Nana Cepho, Jojo La Légende, Kromozom du Bénin, Bruno Alves et Ideale, M. Honorable du Congo et Tuseo Family du Congo,.